# Пресслер, Мириам

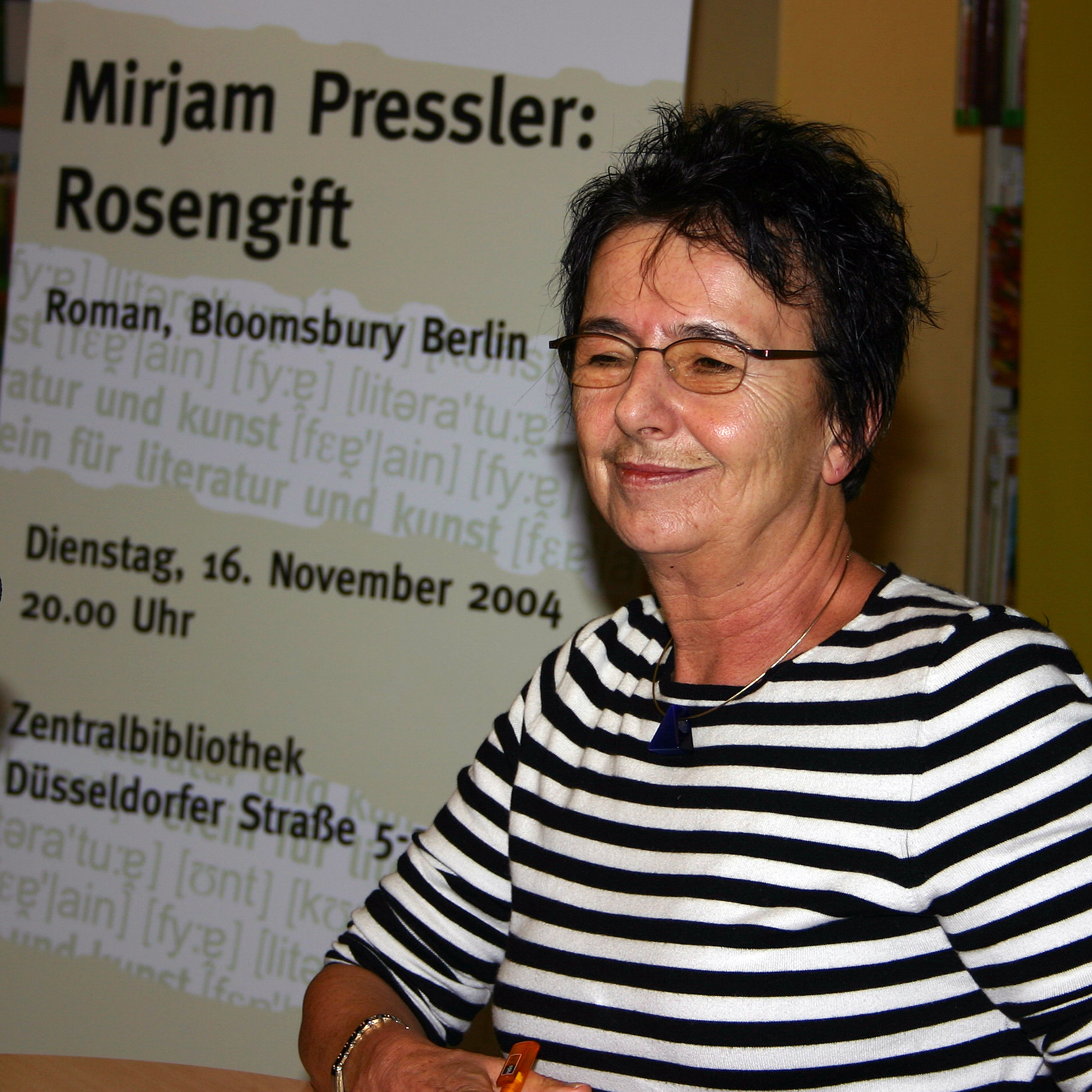
Мириам Пресслер после чтения романа «Rosengift» в :de:Duisburger Zentralbibliothek, 2004

Мириам Пресслер (нем. Mirjam Pressler; 18 июня 1940, Дармштадт — 16 января 2019, Ландсхут) — немецкая писательница и переводчица.
Мириам Пресслер была одной из самых успешных немецких авторов детских книг, но также она писала книги для взрослых. Как переводчик она перевела более 300 книг с иврита, английского и нидерландского на немецкий язык, в том числе произведения писателей Петера ван Гестел, Антона Кинтана, Ури Орлева, Амоса Оза или Цруя Шалева. Фундаментальным трудом является подготовленное ею новое издание дневников Анны Франк с комментариями.

## Биография
Мириам Пресслер родилась 18 июня 1940 году в Дармштадте у матери-одиночки, еврейки по национальности, воспитывалась у приемных родителей. Она вспоминает, что всегда хотела быть художником, но, как и многие, писала стихи с 14—15 лет. Училась в гимназии Bensheim и Дармштадте, затем в Высшей школе изобразительного искусства Hochschule für Bildende Künste во Франкфурте. После окончания учёбы сменила несколько работ, уехала в Израиль и провела год в кибуце. Вышла замуж за израильтянина, у них родилось три дочери, но брак распался. В 1970 году Пресслер вернулась в Мюнхен и работала переводчиком. Осенью 1979 года начала писать свою первую книгу Bitterschokolade (1980), награждённую премией за детскую литературу — Oldenburger Kinder- und Jugendbuchpreis.
В последние годы писательница жила и работала в Holledau, недалеко от Мюнхена (Бавария). Скончалась 16 января 2019 года  Архивная копия от 17 января 2019 на Wayback Machine. Последний роман Пресслер Dunkles Gold/Темное золото, в котором прослеживается связь чумных погромов в средние века с бытовым антисемитизмом, был опубликован посмертно в марте 2019 года.

## Награды и почётные звания
- 1980: Oldenburger Kinder- und Jugendbuchpreis, за Bitterschokolade
- 1981: La vache qui lit, За Stolperschritte
- 1994: Deutscher Jugendliteraturpreis, Ценный перевод
- 1995: Deutscher Jugendliteraturpreis, за Wenn das Glück kommt, muß man ihm einen Stuhl hinstellen
- 1995: La vache qui lit, за Wenn das Glück kommt, muß man ihm einen Stuhl hinstellen
- 1998: Friedrich-Bödecker-Preis
- 1998: Bundesverdienstkreuz
- 2001: Carl-Zuckmayer-Medaille
- 2001: Großer Preis der Deutschen Akademie für Kinder- und Jugendliteratur e.V. Volkach
- 2001: Eule des Monats
- 2001: La vache qui lit, за Malka Mai
- 2002: Pro meritis scientiae et litterarum
- 2002: Deutscher Bücherpreis, за Malka Mai
- 2004: Deutscher Bücherpreis, за дело жизни
- 2004: LesePeter Februar, за Die Zeit der schlafenden Hunde
- 2005: Deutsche Medialen, за книгу Robin Hood
- 2006: Bayerischer Verdienstorden
- 2008: Esel des Monats Март 2008, за Shylocks Tochter
- 2009: Corine — Internationaler Buchpreis, за Nathan und seine Kinder
- 2010: Deutscher Jugendliteraturpreis, за ценное творчество
- 2013: Buber-Rosenzweig-Medaille

## Фильмография
- 1985: Novemberkatzen. Режиссёр: Sigrun Koeppe.
- 1991: Die Honigkuckuckskinder. Режиссер: Willy Brunner